# Jonna Adlerteg
Jonna Eva-Maj Adlerteg, född 6 juni 1995 i Lundby församling i Västerås, är en svensk före detta gymnast. Hon tävlade i artistisk gymnastik, en av gymnastikens tre olympiska discipliner.

## Karriär
Redan som treåring började Jonna Adlerteg med barngymnastik i Västerås Gymnastikförening, med sin mor som tränare fram till år 2010. Adlerteg bytte därefter tränare och började träna och tävla för Eskilstuna Gymnastikförening.
Adlerteg tog brons i barr vid ungdoms-OS i Singapore 2010 och ingick i Sveriges gymnastiktrupp till sommar-OS 2012 i London, där hon tog sig till semifinal.
Adlerteg tog Sveriges första medalj på 50 år i ett stort gymnastikmästerskap när hon vann silver i barr under gymnastik-EM i Ryssland den 20 april 2013. Ida Gustafsson tog sig även till final i mångkamp i samma mästerskap. Gustafsson kom på tionde plats i mångkampsfinalen och på sjätte plats i barrfinalen.
I mars 2015 vann Jonna Adlerteg finalen i barr i världscuptävlingen i Cottbus. I finalen nådde hon poängen 14 675, medan hennes kvalresultat på 15 033 poäng är den högsta poängen någonsin för en svensk gymnast. Detta var den första svenska segern i en världscuptävling sedan 2009.
I mars 2016 framkom det Adlerteg hade skadat sin menisk under 2015 och inte kunde delta i Olympiska sommarspelen 2016. Också säsongen 2017 påverkades av skadan.
År 2018 tog Adlerteg silver i barr på Europamästerskapen.
Hon blev också den första svensk sedan 1958 att ta sig till en final i VM, när hon slutade på åttonde plats vid VM i Doha 2018. 
Den 28 april 2022 meddelade Adlerteg att hon avslutar gymnastikkarriären. Istället skulle hon studera till biomedicinsk analytiker.

## Personbästa
Personbästa:
- Mångkamp: 53,175 (EM 2011)
- Barr: 15,033 (Cottbus, mars 2015)[10]
- Bom: 13,450 (Berlin 2011)
- Fristående: 13,450 (World Cup Gent 2011)
- Hopp: 13,600 (OS 2012)

## Bildgalleri

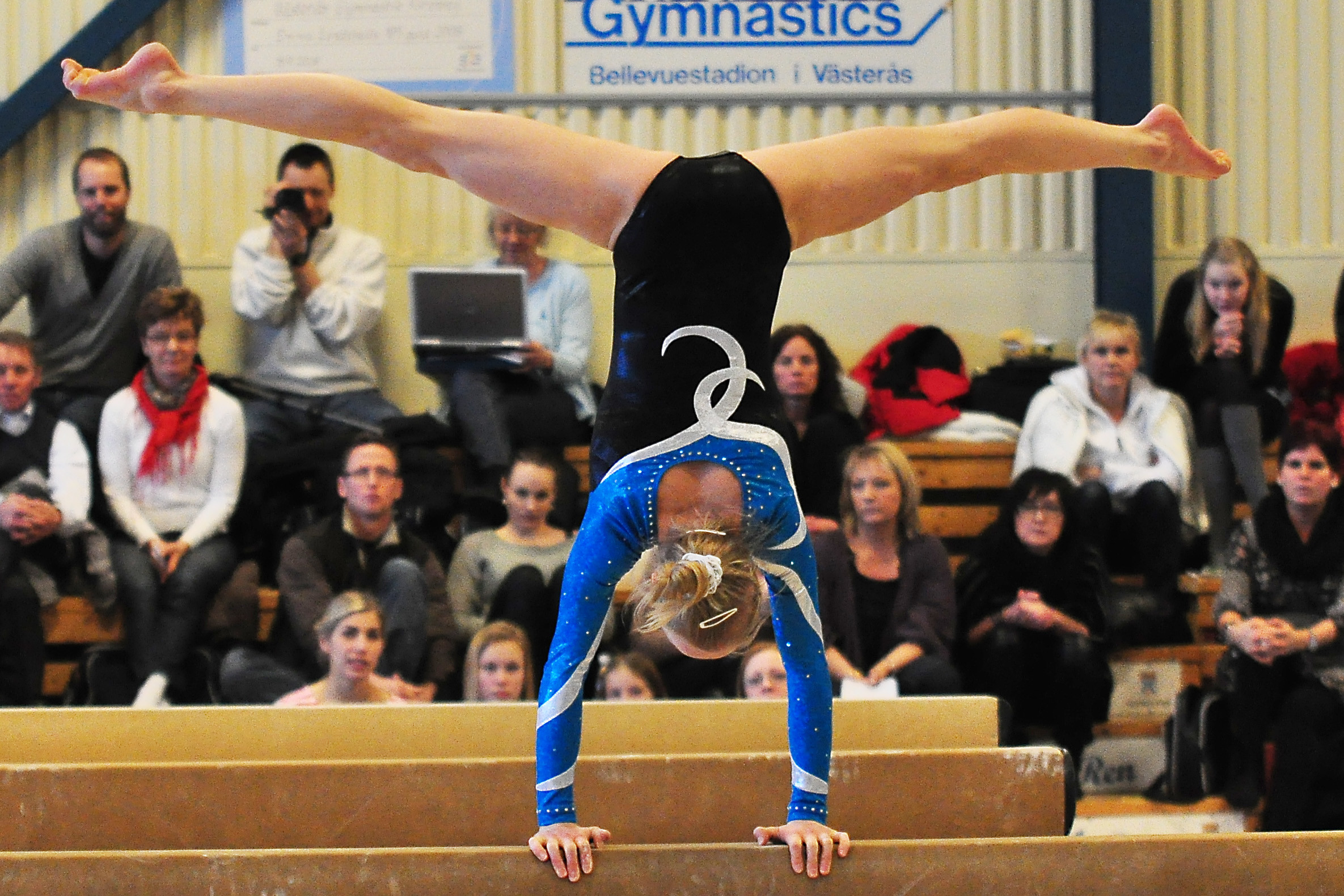
april 2010.
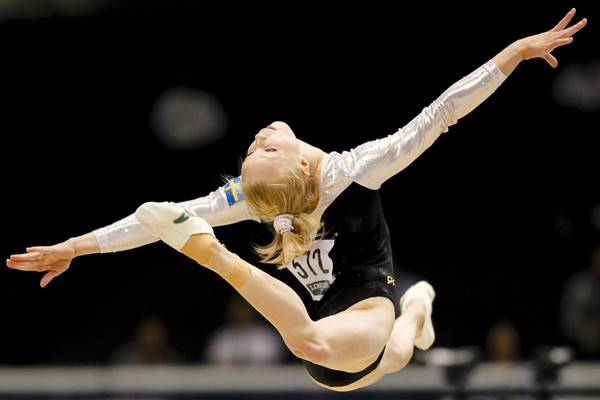
VM i oktober 2011 i fristående.